# Conura dentiscapa
Conura dentiscapa är en stekelart som beskrevs av Moitoza 1994. Conura dentiscapa ingår i släktet Conura och familjen bredlårsteklar. Inga underarter finns listade i Catalogue of Life.